# Автошлях E803
Європейський маршрут 803 (коротко: E 803 ), також відомий як Ruta de la Plata (Срібний шлях), є європейським маршрутом в Іспанії.

## Маршрут

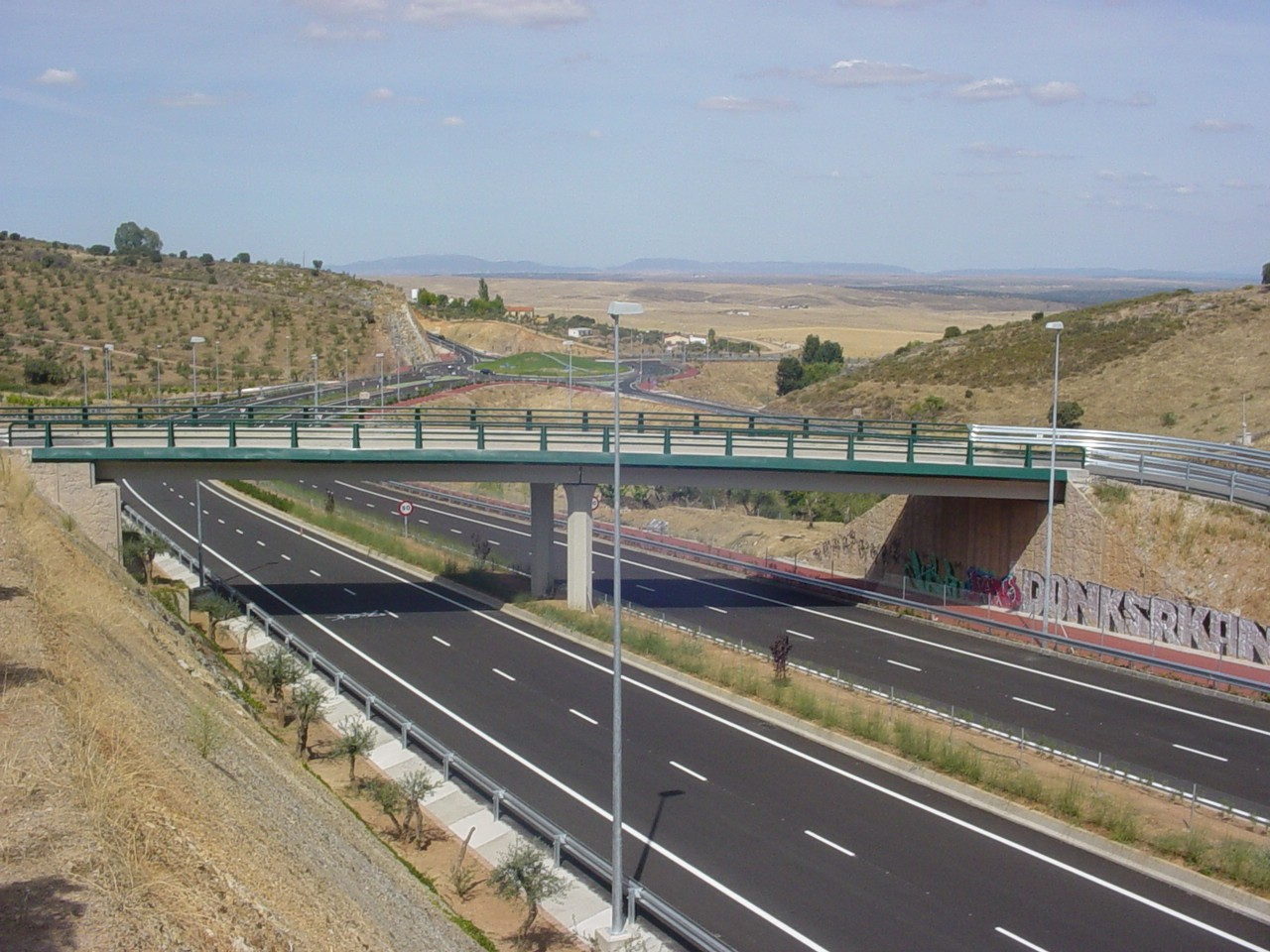
Обхід Касереса

E803 починається в Саламанці, проходить через Бехар і Пласенсію, продовжує повз Касерес і Меріду, повз Сафру і закінчується в Севільї. Ваш курс збігається з курсом іспанської Автовіа A-66, який також включає ділянку від Гіхона через Самору до Саламанки.